# زیردریایی یو-۳۷۳
زیردریایی یو-۳۷۳ (به انگلیسی: German submarine U-373) یک زیردریایی بود که طول آن ۶۷٫۱ متر (۲۲۰ فوت ۲ اینچ) بود. این زیردریایی در سال ۱۹۴۱ ساخته شد.